# جام باشگاهی اروپا-آمریکای جنوبی
جام باشگاهی اروپا-آمریکای جنوبی یک مسابقه دوستانه فوتبال است که توسط کونمبول و یوفا برگزار می‌شود. این مسابقه بین برندگان مسابقات لیگ اروپا و جام سودامریکانا برگزار می شود. این مسابقه که به‌عنوان یک مسابقه سالانه برگزار می‌شود، معادل سوپرکوپا یوروامریکانا سابق است که برندگان مسابقات سطح دوم آمریکای جنوبی و اروپا را در مقابل یکدیگر قرار می‌داد. این رقابت در سال ۲۰۲۳ به عنوان بخشی از همکاری مجدد بین کونمبول و یوفا راه‌اندازی شد.

## تاریخچه
در ۱۲ فوریه ۲۰۲۰، یوفا و کونمبول تفاهم‌نامه جدیدی را به منظور تقویت همکاری بین دو سازمان امضا کردند. به عنوان بخشی از این توافق، کمیته مشترک یوفا و کونمبول امکان برگزاری مسابقات بین قاره‌ای اروپا و آمریکای جنوبی را برای فوتبال مردان و زنان و در گروه‌های سنی مختلف بررسی کرد. در ۱۵ دسامبر ۲۰۲۱، یوفا و کونمبول دوباره تفاهم‌نامه‌ای را امضا کردند که تا سال ۲۰۲۸ ادامه داشت، که شامل مقررات خاصی در مورد افتتاح دفتر مشترک در لندن و سازماندهی احتمالی رویدادهای مختلف فوتبال بود.
پس از یک سری رویدادهای جدید بین تیم‌های دو کنفدراسیون، در ۷ ژوئیه ۲۰۲۳، یوفا و کونمبول تأیید کردند که برندگان لیگ اروپا و جام سودامریکانا در یک مسابقه بین قاره‌ای به مصاف یکدیگر خواهند رفت و اینکه یک مسابقه آزمایشی در ۱۹ ژوئیه ۲۰۲۳ در ورزشگاه رامون سانچز پیس‌خوان در سویل، اسپانیا برگزار خواهد شد. جام باشگاهی یوفا-کونمبول را می‌توان جانشین سوپرکوپا یوروامریکانا دانست که برای اولین بار در سال ۲۰۱۵ برگزار شد و توسط شرکت تلویزیون ماهواره‌ای آمریکایی دایرکت‌تی‌وی به عنوان یک تورنمنت دوستانه فوتبال برگزار شد تا اینکه در سال ۲۰۱۷ این مسابقه به دلیل سقوط پرواز لامیا ۲۹۳۳، که اکثریت تیم شاپه‌کوئنزه را در راه رسیدن به اولین بازی فینال‌های کوپا سودامریکانا ۲۰۱۶ حمل می‌کرد لغو شد.

## نتایج
| سال  | قهرمان | نتیجه       | نایب قهرمان        | ورزشگاه                     | مکان          | تماشاگران |
| ---- | ------ | ----------- | ------------------ | --------------------------- | ------------- | --------- |
| ۲۰۲۳ | سویا   | ۱–۱ (۴–۱ پ) | ایندپندینته دل‌وایه | ورزشگاه رامون سانچز پیس‌خوان | سویل، اسپانیا | ۱۹,۴۰۷    |

### بر پایه کنفدراسیون
| کنفدراسیون | قهرمانی | نایب قهرمانی |
| ---------- | ------- | ------------ |
| یوفا       | ۱       | ۰            |
| کونمبول    | ۰       | ۱            |